# São Bonifácio e Santo Aleixo (título cardinalício)
São Bonifácio e Santo Aleixo é um título cardinalício instituído pelo Papa São Sisto V em 13 de abril de 1587. Inicialmente a sede titular era dedicada somente a Santo Aleixo, a partir do século XIX foi incluído São Bonifácio de Tarso, já que a igreja romana era também dedicada ao santo que sofreu o martírio no ano de 986.
Sua igreja titular, a Basílica dos Santos Bonifácio e Aleixo, se encontra no bairro de Aventino em Roma e é zelada pela Ordem dos Clérigos Regulares de Somasca, ordem religiosa fundada por São Jerônimo Emiliani e comumente conhecida como Religiosos Somascos.
Esta sede cardinalícia que se encontra na segunda ordem no Colégio Cardinalício, a ordem presbiteral, desde 1905 é dada a um cardeal brasileiro, sendo o primeiro o Cardeal Arcoverde, primeiro cardeal latino americano.

## Titulares protetores
- Giovanni Vincenzo Gonzaga (1587-1591)
- Ottavio Paravicini (1592-1611)
- Metello Bichi (1611-1619)
- Roberto Ubaldini (1621-1629)
- Giovanni Francesco Guidi di Bagno (1629-1641)
- Mario Theodoli (1643-1649)
- Luigi Alessandro Omodei (1652-1676)
- Vacante (1676-1681)
- Federico Visconti (1681-1693)
- Taddeo Luigi dal Verme (1696-1717)
- Giberto Bartolomeo Borromeo (1717-1740)
- Carlo Gaetano Stampa (1740-1742)
- Vacante (1742-1753)
- Antonio Andrea Galli, C.R.L. (1753-1757)
- Giuseppe Maria Castelli (1759-1780)
- Paolo Francesco Antamori (1781-1795)
- Vacante (1795-1801)
- Giovanni Filippo Gallarati Scotti (1801-1814)
- Emmanuele de Gregorio (1816-1829); in commendam (1829-1839)
- Vacante (1839-1843)
- Francesco di Paola Villadecani (1843-1861)
- Alexis Billiet (1862-1873)
- Johann Baptist Franzelin, S.J. (1876-1886)
- Giuseppe D'Annibale (1889-1892)
- Angelo Di Pietro (1893-1903)
- Sebastián Herrero Espinosa de los Monteros, C.O. (1903)
- Joaquim Arcoverde de Albuquerque Cavalcanti (1905-1930)
- Sebastião Leme da Silveira Cintra (1933-1942)
- Jaime de Barros Câmara (1946-1971)
- Avelar Brandão Vilela (1973-1986)
- Lucas Moreira Neves, O.P. (1988-1998); in commendam (1998-2002)
- Eusébio Oscar Scheid, S.C.I. (2003-2021)
- Paulo Cezar Costa (desde 2022)